# Barrage de Nebhana
Le barrage de Nebhana (arabe : سد نبهانة) est un barrage tunisien inauguré en 1969, sur l'oued Nebhana, à 23 kilomètres au nord-ouest de Sbikha.

## Caractéristiques
D'une hauteur de 62 mètres et d'une longueur en crête de 500 mètres, il peut retenir jusqu'à 86 millions de mètres cubes d'eau dans un réservoir d'une superficie de 532 hectares. Il retient les eaux d'un bassin versant de 855 km2.
L'eau du réservoir est principalement destinée à l'irrigation d'environ 5 000 hectares à l'origine du projet, dans les régions de Sousse, Monastir et Bekalta.
Le barrage sert aussi à la pisciculture et des alevins de mulet sont lâchés régulièrement pour reconstituer les stocks. Le réservoir est généralement eutrophique, avec un pH légèrement basique de 8,1. L'eau est relativement chaude (21°C de moyenne annuelle) et la température semble homogène car aucune stratification n'a été observée, même pendant l'été. Cependant, une tendance à l'anoxie (manque d'oxygène dissous, inférieur à 5 mg/L) se remarque en fin d'été et à l'automne ce qui, sans remettre en question l'utilisation de l'eau pour l'irrigation, affecte la vie aquatique (poissons, plancton, etc.).

## Financements
Envisagé à partir de 1917, son financement est assuré par un accord entre les États-Unis et la Tunisie signé le 5 mai 1962 et prévoyant 18 millions de dollars fournis par le Development Land Fund et douze millions fournis par des ressources locales, soit quarante millions de dollars au total (338 millions aujourd'hui).
D'autres financements, comme ceux de la Banque mondiale, sont ensuite accordés pour construire et maintenir des infrastructures permettant le transfert d'eau entre divers barrages et régions et la création de périmètres irrigués.